# Ciriaco Errasti
Ciriaco Errasti Siunaga (* 8. August 1904 in Eibar; † 8. November 1984 ebenda) war ein spanischer Fußballspieler.

## Karriere
Der Innenverteidiger Ciriaco Errasti begann seine Laufbahn bei den kleinen Klubs Lagun Artea und UD Eibarresa, einem Vorgänger des aktuellen SD Eibar, bevor er mit 21 Jahren zu Deportivo Alavés wechselte. Eine Saison nach dem Aufstieg der Basken in die Primera División wechselte er schließlich zusammen mit seinem Verteidigungspartner Jacinto Quincoces sowie Stürmer Manuel Olivares zu Real Madrid. Bei den Hauptstädtern bildete er zusammen mit Quincoces und Torhüter Ricardo Zamora eine sehr starke Abwehrreihe und gewann insgesamt zwei Meistertitel (1931/32, 1932/33) und ebenso viele Pokale. Nach Ausbruch des spanischen Bürgerkrieges beendete er seine Karriere.

## Nationalmannschaft
Ciriaco Errasti nahm mit der spanischen Nationalmannschaft an den Olympischen Spielen 1928 teil, die Spanien auf dem sechsten Platz beendete, und gehörte auch zum Kader bei der Weltmeisterschaft 1934 in Italien. Hier schied Spanien im Viertelfinale  gegen das Gastgeberland aus.

## Erfolge
- 2× Spanische Meisterschaft
  - 1931/32, 1932/33 (mit Real Madrid)
- 2× Spanischer Pokal
  - 1933/34, 1935/36 (mit Real Madrid)

| Personendaten    | Personendaten             |
| ---------------- | ------------------------- |
| NAME             | Errasti, Ciriaco          |
| ALTERNATIVNAMEN  | Ciriaco                   |
| KURZBESCHREIBUNG | spanischer Fußballspieler |
| GEBURTSDATUM     | 8. August 1904            |
| GEBURTSORT       | Eibar, Spanien            |
| STERBEDATUM      | 8. November 1984          |
| STERBEORT        | Eibar, Spanien            |